# Stazione di Telese-Cerreto
La stazione di Telese-Cerreto è la stazione ferroviaria a servizio dei comuni di Telese Terme e Cerreto Sannita, ubicata sulla linea Napoli-Foggia.

## Storia
La stazione, realizzata poco dopo l'Unità d'Italia, venne inaugurata il 15 marzo 1868.

## Strutture e impianti
La stazione presenta un totale di otto binari: tre passanti, utilizzati per il servizio viaggiatori, e cinque tronchi, non più utilizzati.
Nella stazione è ancora visibile una diramazione che, sino al 1959, conduceva allo scalo ferroviario degli stabilimenti termali.

## Movimento
La stazione è servita principalmente da treni regionali di Trenitalia per Benevento, Caserta, Napoli e Roma.
Nella stazione ferma anche una coppia di Intercity Roma - Bari.

## Servizi
La stazione è classificata da RFI nella categoria "bronze".
- Biglietteria automatica
- Sala d'attesa
- Annuncio sonoro treni in arrivo, in partenza e in transito

## Interscambi
Sul piazzale antistante la stazione osservano fermata gli autoservizi urbani per Cerreto Sannita, effettuati da Autolinee Ferrazza. ".
- Fermata autobus